# Do It Amazing
Do It Amazing è il primo album in studio del girl group sudcoreano Dia. Pubblicato il 14 settembre 2015 da MBK Entertainment, è stato distribuito da Interpark. Consiste di 11 tracce, tra cui anche il singolo "Somehow".
L'album ha debuttato al numero 11 della classifica sudcoreana Gaon Album Chart.

## Tracce
1. Music Lover (Intro ;음악 들을래) – 1:58
2. Lean On Me (featuring. Microdot) – 3:45
3. Somehow (왠지) – 3:32
4. My Friend's Boyfriend (내 친구의 남자친구) – 4:00
5. My Polaris (내 마음에 별 하나) – 3:58
6. Like Yesterday (어제처럼) – 3:26
7. Place – 3:28
8. Say Hello – 3:32
9. Somehow (Chinese Version) – 3:32
10. Somehow (Acoustic Version) – 3:32
11. Somehow (Instrumental) – 3:32

## Classifiche
| Classifica (2015) | Posizione massima |
| ----------------- | ----------------- |
| Corea del Sud     | 11                |